# Kovenskaja
La Kovenskaja (in russo Ковенская?), che nell'alto corso si chiama Vynt'ja (Вынтья), è un fiume della Russia, nella Siberia occidentale, affluente di sinistra dell'Ob'. Scorre nei rajon Kondinskij e Chanty-Mansijskij del Circondario autonomo degli Chanty-Mansi-Jugra. 
Il fiume ha origine dal piccolo lago Vynt'jatur in una zona paludosa della pianura della Konda e scorre in direzione nord-orientale. La sua lunghezza è di 201 km. L'area del bacino è di 2750 km². Sfocia nel canale Gornaja (sul lato sinistro dell'Ob').